# Dicrodon guttulatum
Dicrodon guttulatum är en ödleart som beskrevs av Duméril och Bibron 1839. Dicrodon guttulatum ingår i släktet Dicrodon och familjen tejuödlor. Inga underarter finns listade i Catalogue of Life.
Arten förekommer i norra Peru och Ecuador i torra regioner nära kusten. Honor lägger ägg.